# 麥克亨利縣 (伊利諾伊州)
麥克亨利縣（英語：McHenry County）是美国伊利诺伊州東北部的一個縣，北鄰威斯康辛州，面積1,583平方公里。根据2020年美國人口普查，共有人口31萬229人。縣治伍德斯托克（Woostock）。該縣成立於1836年1月16日，縣政府成立於1837年；縣名紀念伊利诺伊州议会議員威廉·麥克亨利。麦克亨利县是芝加哥-内珀维尔-埃尔金、伊利诺伊州-威斯康星州大都会统计区的五个县之一，因此其人口在伊利诺伊州排第六名。

## 历史
麦克亨利县于1836年由库克县和拉萨尔县组建而成。该县以威廉·麦克亨利少校 (Major William McHenry)的名字命名，他是特库姆塞战争期间的伊利诺伊州民兵成员、1832年黑鹰战争期间的少校以及伊利诺伊州众议院和参议院的成员。1835年他在万达利亚去世。

麦克亨利县最初一直向东延伸到密歇根湖，县城位于麦克亨利县中部，但在1839年，该县东部的乡镇被划分出来，成立了莱克县。

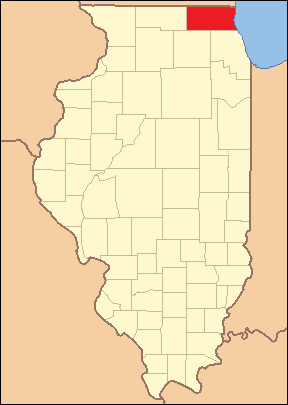
1836年麦克亨利县成立时的位置
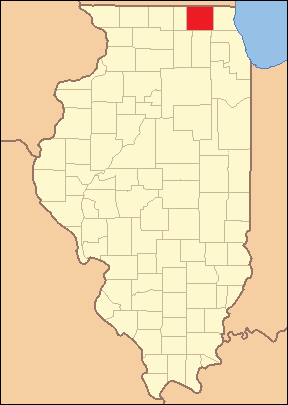
莱克县分出后的麦克亨利县

## 地理
根据美国普查局的数据，该县总面积为611平方英里（1,580km 2），其中603平方英里（1,560km 2）为陆地，7.6平方英里（20 km 2，占1.3%）为水域。

### 邻近县
- 沃尔沃思县(威斯康星州) - 北部
- 基诺沙县(威斯康星州) - 东北部
- 莱克县-东部
- 库克县- 东南部
- 凯恩县- 南部
- 迪卡尔布县- 西南部
- 布恩县- 西部

## 气候与天气
麦克亨利县与中西部北部的大部分地区一样，通常夏季炎热潮湿，冬季寒冷多雪。该县特别容易遭受大风、暴风雪、严重雷暴、龙卷风和洪水的影响。
该县一些最著名的天气事件包括1965 年圣枝主日龙卷风爆发、1967年暴风雪、1967年贝尔维代尔 - 奥克朗龙卷风爆发、1979年暴风雪、1996年洪水、1999 年暴风雪、初冬2006年北美风暴、2007年中西部洪水事件、2008年1月龙卷风爆发以及2011年暴风雪。

## 人口统计
| 调查年                                                             | 人口    | 备注 | %±     |
| ------------------------------------------------------------------ | ------- | ---- | ------ |
| 1840                                                               | 2,578   |      | —      |
| 1850                                                               | 14,978  |      | 481.0% |
| 1860                                                               | 22,089  |      | 47.5%  |
| 1870                                                               | 23,762  |      | 7.6%   |
| 1880                                                               | 24,908  |      | 4.8%   |
| 1890                                                               | 26,114  |      | 4.8%   |
| 1900                                                               | 29,759  |      | 14.0%  |
| 1910                                                               | 32,509  |      | 9.2%   |
| 1920                                                               | 33,164  |      | 2.0%   |
| 1930                                                               | 35,079  |      | 5.8%   |
| 1940                                                               | 37,311  |      | 6.4%   |
| 1950                                                               | 50,656  |      | 35.8%  |
| 1960                                                               | 84,210  |      | 66.2%  |
| 1970                                                               | 111,555 |      | 32.5%  |
| 1980                                                               | 147,897 |      | 32.6%  |
| 1990                                                               | 183,241 |      | 23.9%  |
| 2000                                                               | 260,075 |      | 41.9%  |
| 2010                                                               | 308,760 |      | 18.7%  |
| 2020                                                               | 310,229 |      | 0.5%   |
| U.S. Decennial Census 1790-1960 1900-1990 1990-2000 2010-2019 2020 |         |      |        |

截至2010年人口普查，全县有人口308,760人、109,199户、82,288个家庭。人口密度为每平方英里511.9人（197.6人/平方公里）。共有住房单元116,040套，平均密度为每平方英里192.4套（74.3套/平方公里）。该县的种族构成为：90.1%为白人，2.5%为亚裔，1.1%为非裔美国人，0.3%为印第安人，4.3%为其他种族，1.7%为两个或以上种族。西班牙裔或拉丁裔占总人口的 11.4%。就血统而言，34.4%为德国血统，18.7%为爱尔兰血统，14.2%为波兰血统，10.8%为意大利血统，7.8%为英国血统，3.7%为美国血统。
在109,199户家庭中，有18岁以下儿童的家庭占40.1%，同居夫妇占62.3%，无丈夫的女户主占8.9%，非家庭家庭占24.6%，占总家庭的19.8%由个人组成。平均家庭人数为2.81人，平均家庭人数为3.25人。中位年龄为 38.0 岁。
该县家庭收入中位数为76,482美元，家庭收入中位数为 86,698 美元。男性的平均收入为61,971美元，而女性的平均收入为42,125美元。该县的人均收入为31,838美元。约4.9%的家庭和6.2%的人口处于贫困线以下，其中18岁以下的人口占8.3%，65岁或以上的人口占4.6%。